# Montrose Hagins
Montrose Hagins (5 de Março de 1924-24 de Outubro de 2012) é uma atriz afro-americana muito conhecida por atuar em séries de TV como ER, CSI:NY, The Famous Jett Jackson, Jericho, Smalville, Phil of the Future, entre outras.